# 烟熏肉

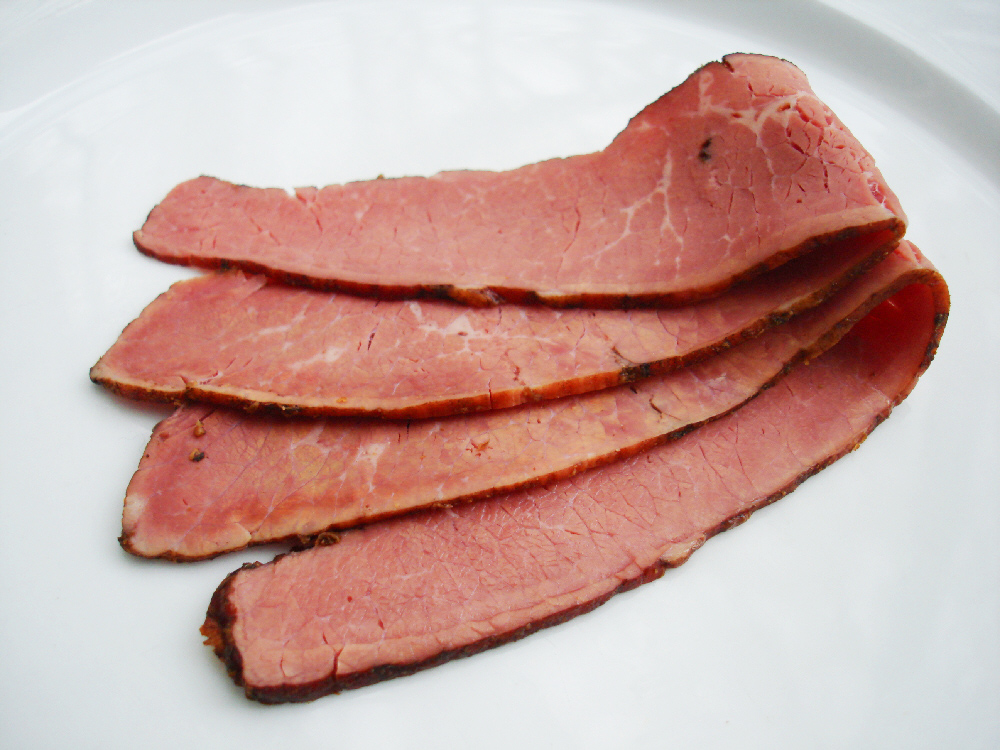
烟熏肉片

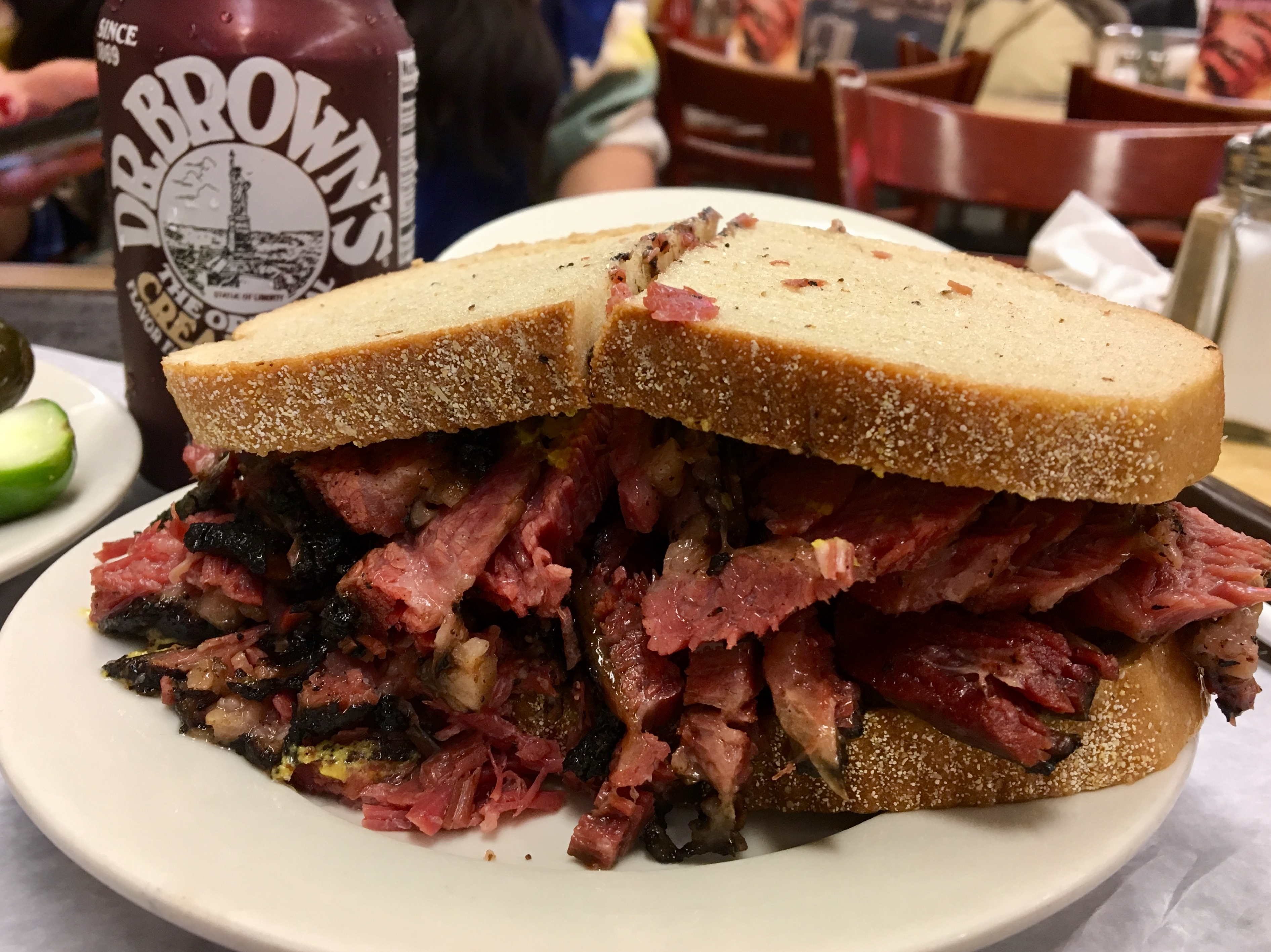
纽约卡茨熟食店的烟熏肉三明治

烟熏肉 (土耳其語：pastırma， 罗马尼亚语: pastramă， 保加利亚语: пастърма)通常由牛肉制成，有时也使用猪肉、羊肉或火鸡肉。 制作工艺通常包括将生肉盐水渍之后晾到半干，然后涂上香料，烟熏，最后蒸熟。 传统上使用牛腹肋排制作烟熏肉，但现在美国也常用牛腩，腹腿牛排甚至是火鸡肉。 跟粗盐腌牛肉一样，烟熏肉最初也是在没有冷藏手段的时候发明的一种保存肉类的方法。

## 词源
英语中Pastrami直接源自罗马尼亚语 pastramă，而罗马尼亚语又借用了希腊语的παστραμάς/παστουρμάς，归根结底希腊语又转引了土耳其语词 pastırma， （全称应该是土耳其語： ，意为"压缩肉"）。 安纳托利亚几个世纪以来都有食用风干牛肉的习惯，这一习惯甚至可以追溯到拜占庭时期。
最早英文中对烟熏肉的拼写是"pastrama"，更接近罗马尼亚语 pastramă。 烟熏肉是在19世纪下半叶由比萨拉比亚和罗马尼亚的犹太移民引入美国的。 拼写由"pastrama"改为"pastrami"很有可能是受了莎乐美肠（salami）的影响。 罗马尼亚犹太人早在1872年就开始移民纽约，原本在罗马尼亚他们最早用最廉价的鹅胸肉制作烟熏肉。 而由于在美国牛胸肉比鹅肉更为便宜，因此罗马尼亚犹太人调整了食谱，开始用牛肉制作烟熏肉。
一般认为纽约人苏斯曼·沃尔克在1887年于美国制做了第一个烟熏肉三明治。1887年，苏斯曼从立陶宛移民纽约，是一位犹太教义屠夫，他自称配方来自于他的一位罗马尼亚朋友。因为那位朋友回国期间苏斯曼曾帮助他存放行李，作为交换他得到了烟熏肉配方。根据他的后裔帕特里西娅·沃尔克的说法，苏斯曼按照这一配方制作了烟熏肉，制成三明治并在他的肉铺出售，结果大受欢迎，苏斯曼当即决定改行开了一家专卖烟熏肉三明治的餐厅。

## 食用方式

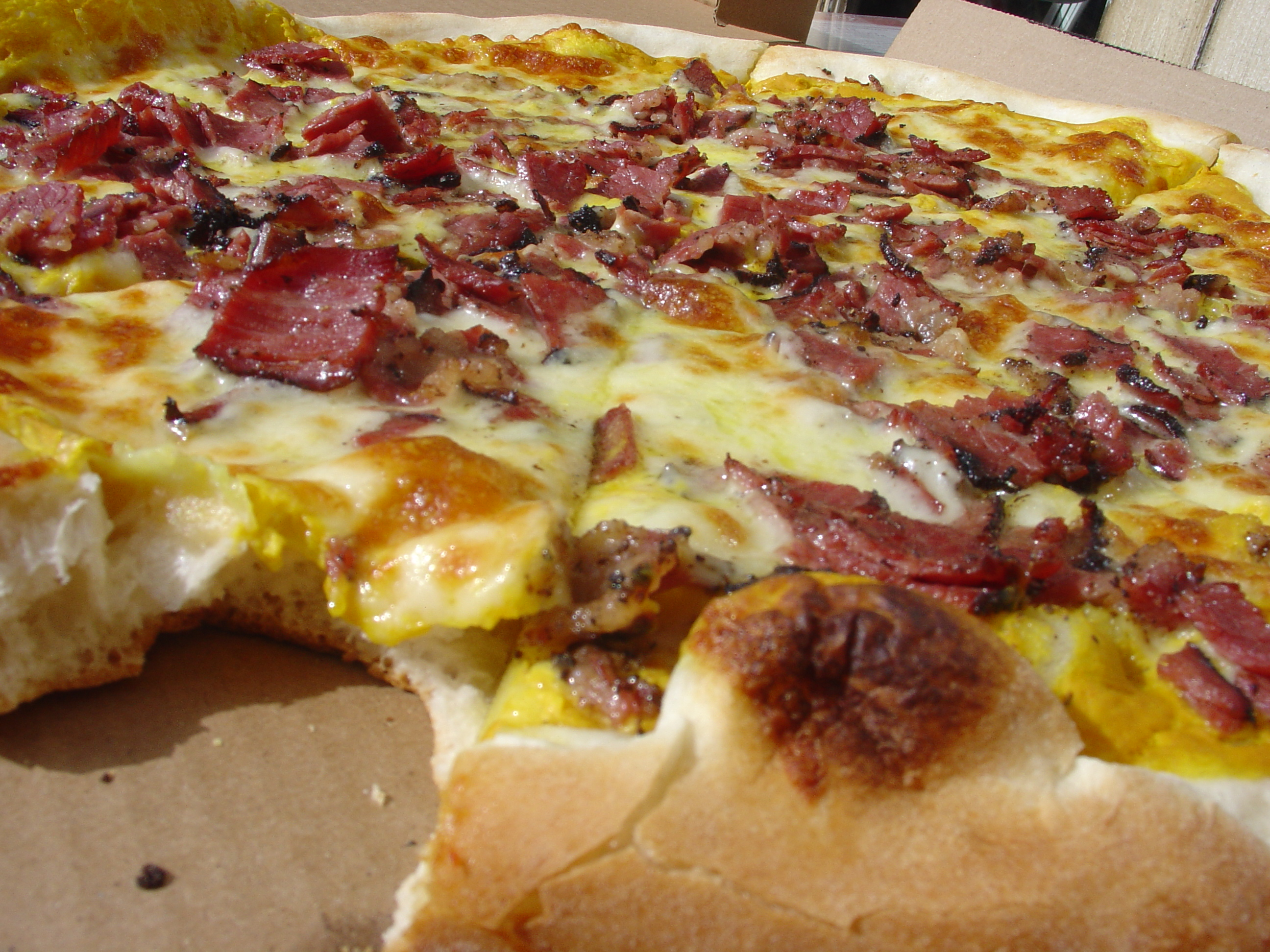
烟熏肉比萨

在纽约，烟熏肉一般使用牛后胸肉。 先把生肉用盐水腌，然后涂上诸如大蒜、芫荽、黑胡椒、紅椒粉、丁香 、多香果和芥菜籽一类的香料, 接下来烟熏， 最后蒸至肉筋融化即可。

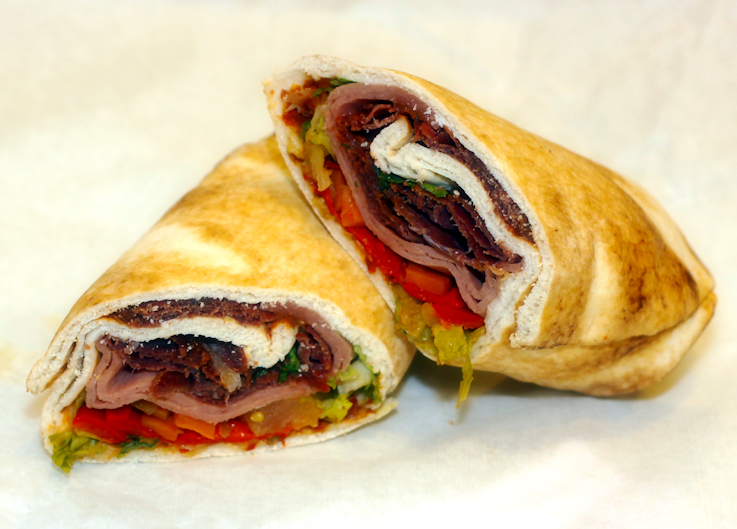
以色列烟熏肉三明治，用皮塔饼、哈里薩辣醬和烤辣椒制成。

1960年代早期希腊移民来到盐湖城时带来了用一种烟熏肉制作的起士汉堡，自此的烟熏肉汉堡就成为了犹他州特产。